# Malakoff - Plateau de Vanves (métro de Paris)
Ne doit pas être confondu avec Gare de Vanves - Malakoff.
Malakoff - Plateau de Vanves est une station de la ligne 13 du métro de Paris, située à la limite des communes de Vanves, à l'ouest, et de Malakoff, à l'est, dans le département des Hauts-de-Seine.

## Situation
La station est établie entre le boulevard Charles-de-Gaulle (D 61B) et l'emprise ferroviaire de la SNCF dévolue au TGV Atlantique, parallèlement à ces deux infrastructures, à hauteur du débouché des rues Edgar-Quinet et Eugène-Varlin. Approximativement orientée selon un axe nord-est/sud-ouest, elle s'intercale entre les stations Porte de Vanves et Malakoff - Rue Étienne Dolet. Il s'agit de la dernière station souterraine de la ligne en direction de Châtillon - Montrouge.

## Histoire
La station est ouverte le 9 novembre 1976 avec la mise en service du prolongement de la ligne 13 depuis Porte de Vanves jusqu'à Châtillon - Montrouge ; cette extension fut inaugurée le jour même de l'absorption de l'ancienne ligne 14 (laquelle reliait alors Invalides à Porte de Vanves) par la ligne 13, prolongée par phases successives depuis son terminus sud initial de Saint-Lazare.
Le nom de projet de la station était Vanves. Sa dénomination définitive vient de son implantation à la limite des territoires de Malakoff d'une part et de Vanves d'autre part ; le terme de « Plateau » fait référence au quartier du Plateau de Vanves, situé dans la partie nord de cette dernière commune à environ 60 mètres d'altitude. 
Dans le cadre du programme « Renouveau du métro » de la RATP, les couloirs de la station ont été partiellement modernisés le 17 décembre 2005. 

### Fréquentation
Selon les estimations de la RATP, la station a vu entrer 3 454 231 voyageurs en 2019, ce qui la place à la 139e position des stations de métro pour sa fréquentation sur 302,. En 2020, avec la crise du Covid-19, son trafic annuel tombe à 1 581 749 voyageurs, la reléguant alors au 163e rang, avant de remonter progressivement en 2021 avec 2 242 320 entrants comptabilisés, ce qui la classe à la 155e position des stations du réseau pour sa fréquentation cette année-là.

## Services aux voyageurs

### Accès
La station dispose de deux accès établis au sein d'un même édicule agrémenté d'un mât avec un « M » jaune inscrit dans un cercle :
- l'accès 1 « Rue Jean-Bleuzen (Vanves) » débouchant du côté ouest du bâtiment au droit du passage sous les voies du TGV Atlantique ;
- l'accès 2 « Boulevard Charles-de-Gaulle (Malakoff) » s'effectuant par le côté sud-ouest de l'édifice face au square Eugène-Christophe.

Accès à la station
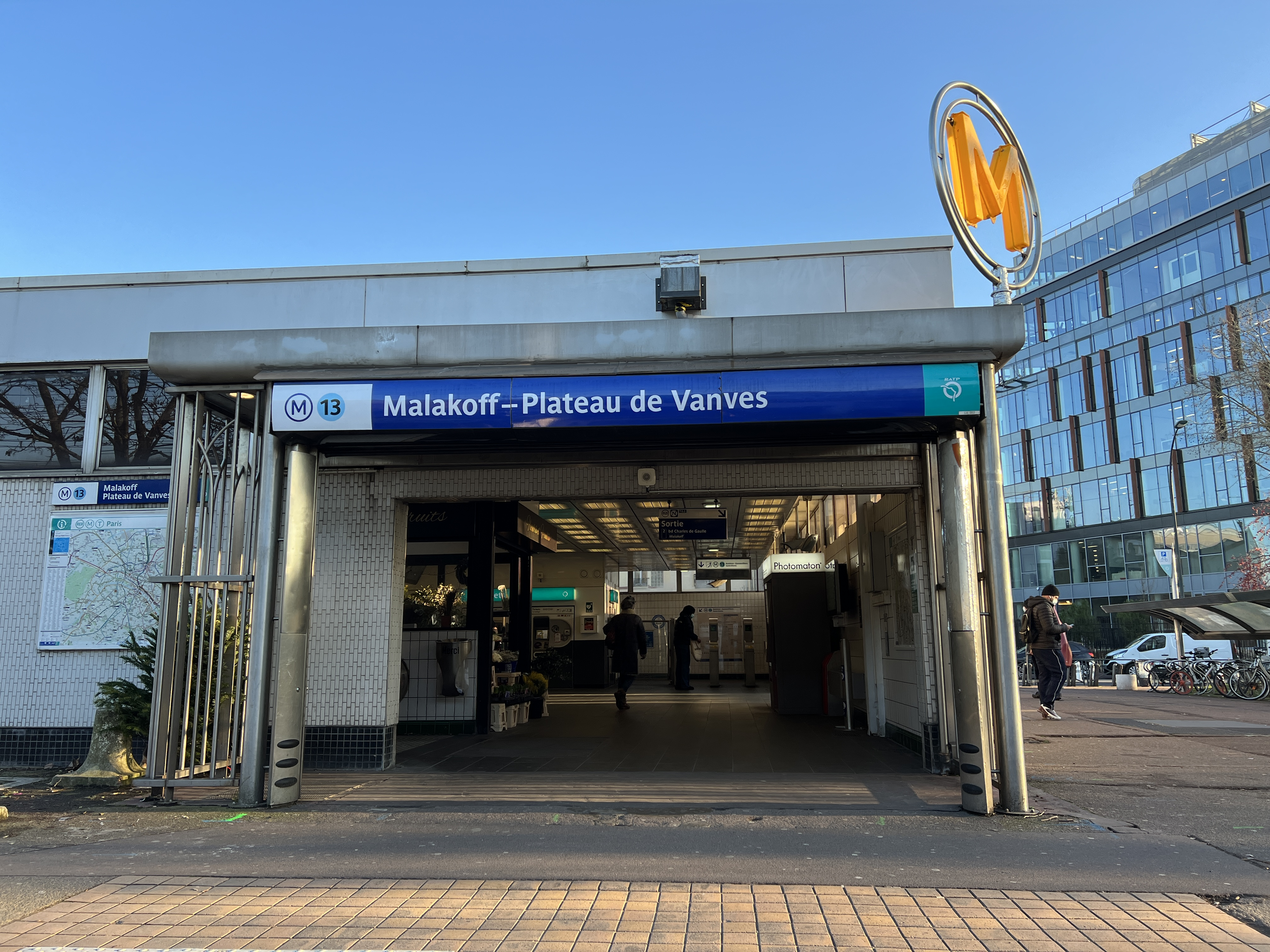
L'accès no 1 « Rue Jean-Bleuzen ».
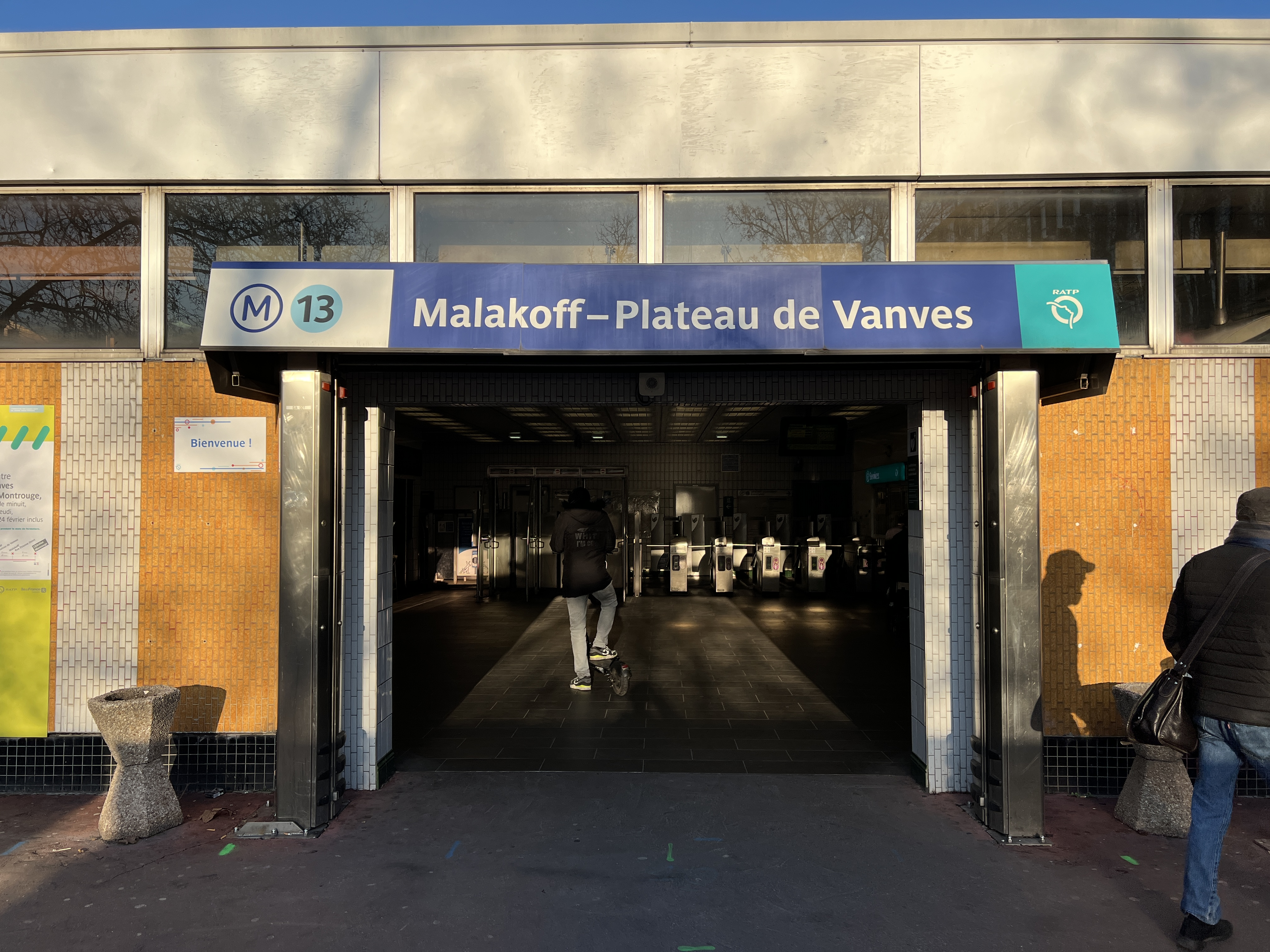
L'accès no 2 « Boulevard Charles-de-Gaulle ».

### Quais

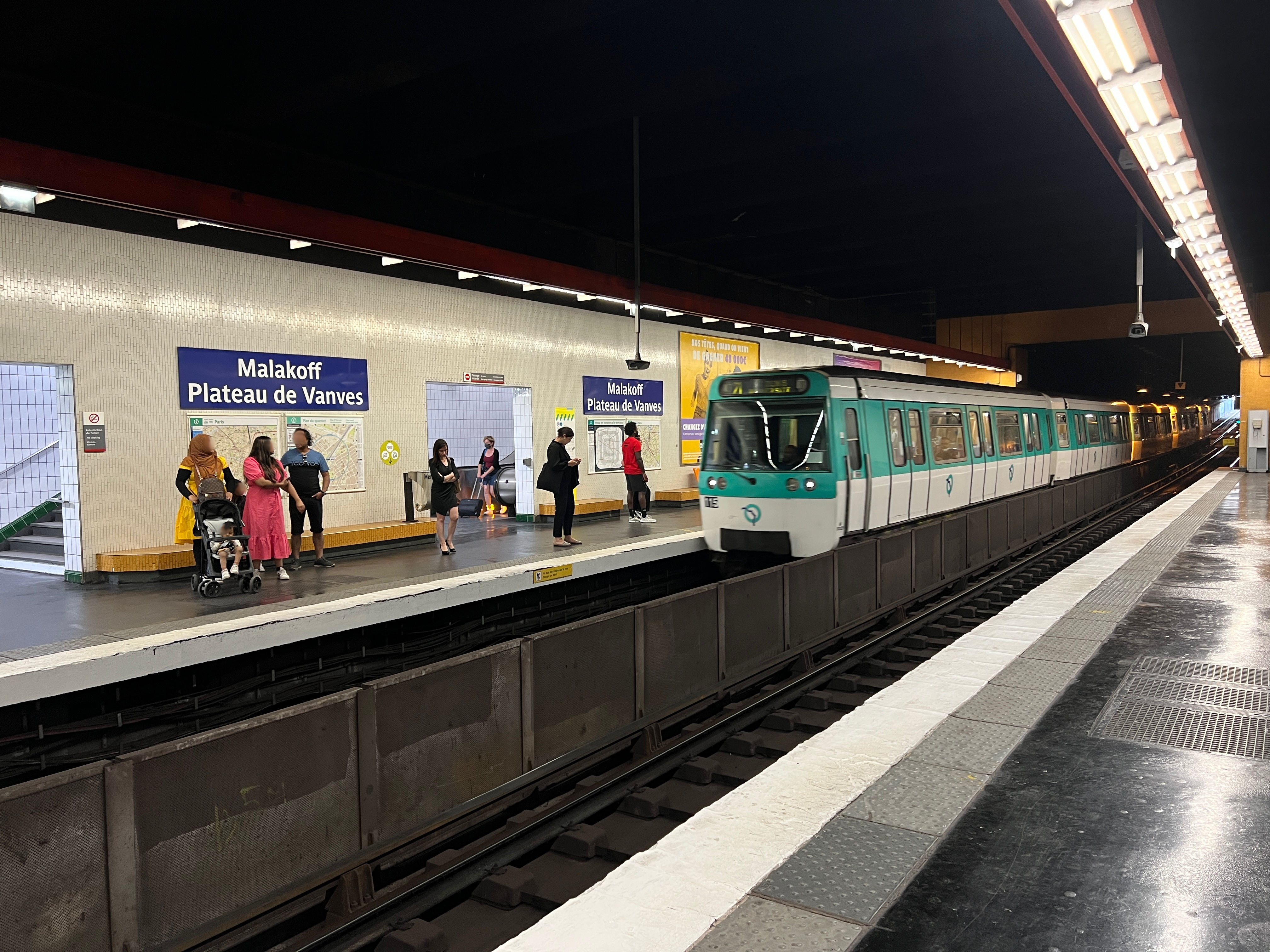
Vue des quais.

Malakoff - Plateau de Vanves est une station de configuration standard : elle possède deux quais séparés par les voies du métro situées au centre. Édifiée selon la méthode de la tranchée couverte, il s'agit d'une station-cage avec des piédroits verticaux supportant un plafond horizontal, selon l'architecture typique des stations de métro créées en banlieue de 1970 à 1985. La décoration est une déclinaison du style « Andreu-Motte » avec deux rampes lumineuses à structure rouge suspendues, des banquettes et tympans traités en carrelage plat fin de couleur marron orangé et des sièges « Motte » orange. Les carreaux en grès étiré blancs sont plats et fins, posés verticalement sur les piédroits, tandis que le plafond en béton est recouvert d'un flocage coupe-feu noir. Les débouchés des couloirs sont traités en carreaux plats blancs posés verticalement et alignés. Les cadres publicitaires sont métalliques et le nom de la station est inscrit en police de caractères Parisine sur plaques émaillées. Les voies sont séparées par une barrière anti-franchissement.

### Intermodalité
La station est desservie par les lignes 58 et 59 du réseau de bus RATP et, la nuit, par la ligne N63 du Noctilien.

## À proximité
- Promenade départementale des Vallons-de-la-Bièvre (dite Coulée verte du sud parisien)
- Théâtre 71
- Cimetière de Vanves